# COSMO–1
COSMO–1 (Constellation of Small Satellites for Mediterranean basin Observation) olasz Föld megfigyelő műhold.

## Jellemzői
A második olasz katonai Föld (Földközi-tenger térségének) megfigyelő műholdja, a Cosmo-Skymed rendszer (négy egység) tagja, több műhold egyidejű működtetése összefüggő felderítési (adatszolgáltatás) lefedettséget biztosít.

## Küldetés
Gyártotta a Thales Alenia Space Italy SpA, üzemeltette az Olasz Űrügynökség (ASI), az olasz Oktatási Minisztérium (MIUR) és az olasz Honvédelmi Minisztérium.
Megnevezései: COSMO-SkyMed; COSPAR: 2007-023A; SATCAT kódja: 31598.
2007. június 8-án a Vandenberg légitámaszpontból SLC–2W (LC–Launch Complex) jelű indítóállványról egy Delta 7420-10C D324 hordozórakétával állították alacsony Föld körüli pályára (LEO = Low-Earth Orbit). Az orbitális pályája 97,10 perces, 97,86° hajlásszögű, a geocentrikus pálya perigeuma 620 kilométer, az apogeuma 621 kilométer volt.
A műholdat érzékeny radar berendezésekkel szerelték fel, hogy megteremtsék a minden időjárási, nappali- és éjszakai megfigyelés folyamatosságát. Háromtengelyesen forgás stabilizált űregység. A műhold szénszálas erősítésű műanyag platform. Tömege 1700 kilogramm. Szolgálati idejét 5 évre tervezték. A műhold pályáját GPS (Global Positioning System) rendszerrel követték. Az űreszközhöz napelemeket (18,3 négyzetméter) rögzítettek (3,6 kW), éjszakai (földárnyék) energia ellátását újratölthető lítiumion-akkumulátorok (336 amperóra) biztosították. A mért adatok tárolását egy nagy kapacitású félvezetős memória (300 Gbit) biztosította, földi adattovábbításának sebessége 300 Mbit/másodperc. Telemetriai egységének működését SAR–2000 (Synthetic Aperture Radar) antenna segítette. Két műhold 3D SAR radarképeinek kombinálásával 1 méteres pontosságot tudtak megállapítani. Hajtóanyaga, mikrófúvókái segítették a stabilitást és a pályaelemek tartását.
2010. november 6-án belépett a légkörbe és megsemmisült.